# Bandera de la República Dominicana
La bandera de la República Dominicana és la bandera d'aquest país del Carib. La bandera nacional es compon dels colors blau marí i vermell fosc en els quarters alternats, així el primer quarter blau és a la part superior esquerra, separats per una creu blanca, llarga com la meitat de l'alçada d'un quarter i porta al centre l'escut de la república. El blau de la bandera representa la llibertat, el blanc la salvació i el vermell la sang dels herois. La bandera de la marina mercant és el mateix que el nacional, sense l'escut. La bandera va ser dissenyada per Juan Pablo Duarte.

## Història

1a Bandera dominicana

Bandera civil dominicana

La bandera té els seus orígens en la bandera d'Haití de 1844 que, per la seva banda, prové de la bandera francesa sense la banda blanca, ja que els blancs van ser expulsats.
L'historiador haitià Thomas Madiou aporta que el 26 de febrer de 1844 els insurgents no s'havien posat d'acord sobre la bandera que havia de ser hissada. Alguns deien que els colors de la bandera d'Haití havien de canviar, però José Joaquín Puello insistia en el fet que es podien usar aquests colors sobretot perquè si no ho feien podien haver-hi incidents greus. Per tant, es va deixar tal com era i quan es fes la constitució ja canviaria. Juan Pablo Duarte va dir que hi introduirien una creu blanca i la proposició fou acceptada, ja que la creu esdevenia un símbol de llibertat.
Aquesta primera bandera nacional presentava la mateixa distribució que les bandes de colors de la bandera d'Haití: els quarters blaus a sobre i els vermells a baix. Les primeres banderes les van confeccionar diferents dones, de les quals María Trinidad Sánchez, María Jesús Piña, Isabel Éventée, Conception Bonn. Les senyoretes Villa van confeccionar la primera bandera dominicana que fou hissada a les terres de Cibao i que va arribar el 4 de març a la ciutat de Concepción de la Vega. Posteriorment, aquesta distribució de quarters va canviar per tal que els colors s'alternessin com és en l'actualitat, aquest és la segona bandera nacional.

### Colors
| Model de color | Blau              | Vermell          | Blanc            |
| -------------- | ----------------- | ---------------- | ---------------- |
| CMYK           | 100 - 54 - 0 - 62 | 0 - 92 - 82 - 19 | 0 - 92 - 82 - 19 |
| RGB            | 0, 45, 98         | 206, 17, 38      | 255, 255, 255    |
| HTML           | #002D62           | #CE1126          | #FFFFFF          |

## Banderes històriques

Capitanía General de Santo Domingo (1493–1795)
Estado Independiente de Haití Español (1821–1822)
Primera República Dominicana (1844–1861)

## Banderes semblants

Krai de Perm, Rússia
El Grito de Lares, Puerto Rico